# 氨基甲酸乙酯
氨基甲酸乙酯，俗称：脲乙烷，化學式為C3H7NO2。常溫常壓下為白色固體，微溶於水，具致癌性。氨基甲酸乙酯是高分子材料聚氨酯（也称：聚脲乙烷）的原料之一。

## 物理性質
氨基甲酸乙酯溶於水、乙醇、乙醚、氯仿和甘油，微溶於橄欖油。為無色結晶或白色粉末，易燃，無臭，具有清涼味，與硝石相似。相對密度0.9862(21/4℃)、熔點48～50℃、沸點182～184℃、閃點92℃。

## 用途
氨基甲酸乙酯已在美國商業生產多年。氨基甲酸乙酯在1943年被發現是致癌的。然而，現時日本仍在繼續使用氨基甲酸乙酯醫療注射。
到第二次世界大戰之前，氨基甲酸乙酯有重要的用途，用作治療多發性骨髓瘤及慢性骨髓性白血病，藥用氨基甲酸乙酯品稱為烏拉坦，多以片劑服用。國際癌症研究機構在2007年把氨基甲酸乙酯列為2A類致癌物。

## 在自然界存在
氨基甲酸乙酯是發酵食物和酒精飲品在發酵或貯存過程中天然產生的污染物。

## 在飲品中存在
有研究表明，大多數但不是所有用酵母發酵的酒精飲料都含有少量的氨基甲酸乙酯（15 ppb到12 ppm）。不同種類的酒精飲品的氨基甲酸乙酯含量差異可以很大，例如過往研究報告中，水果白蘭地氨基甲酸乙酯含量平均值達啤酒的600倍以上。

### 產生
酒精飲品中的各種物質及其分解物經發酵過程後均可產生氨基甲酸乙酯。這些物質（如尿素、氰酸酯和瓜氨酸）與乙醇發生化學作用，在酒精飲品中產生氨基甲酸乙酯，而產生的數量取決於光強度和溫度兩大要素。

## 气味
氨基甲酸乙酯幾乎沒有氣味，味道苦且有冰冷感覺。

## 危害
氨基甲酸乙酯並不是劇毒化合物，但具有致癌性。氨基甲酸乙酯可入藥，約50％的患者表現出噁心和嘔吐，長時間使用會導致胃腸道出血。
大鼠，小鼠和倉鼠的研究已經表明，把氨基甲酸乙酯口服，注射，或塗在皮膚上會導致癌症，因此，國際癌症研究機構在2007年把氨基甲酸乙酯列為2A類致癌物。
含酒精的飲料，特別是某些食材水果白酒和威士忌，往往含有高濃度的氨基甲酸乙酯。
在韓國（2000）和香港（2009）的研究概括了在日常生活中的氨基甲酸乙酯的累積暴露的程度。一些發酵食品，如醬油，泡菜，大醬，麵包，麵包卷，饅頭，餅乾，豆腐，加上酒，清酒和梅酒等亞洲傳統食物中有較高的氨基甲酸乙酯水平。
聯合國糧食及農業組織及世界衞生組織與聯合食品添加劑專家委員會（專家委員會）曾在2005年進行有關氨基甲酸乙酯的評估，認為經食物（不包括酒精飲品）攝入的氨基甲酸乙酯分量，對健康的影響並不大，但經食物和酒精飲品攝入的氨基甲酸乙酯總量，則可能對健康構成潛在的風險。專家委員會建議採取措施，減少一些酒精飲品的氨基甲酸乙酯含量。
要減少攝取氨基甲酸乙酯，就需要保持均衡飲食，切勿偏食，避免飲用過量酒精飲品，把酒精飲品貯存在陰涼及較暗的地方，以免發生化學作用產生氨基甲酸乙酯。另外，避免積存過多酒精飲品，盡量縮短貯存時間。

## 外部連結
- 食物安全中心-氨基甲酸乙酯與酒類 （页面存档备份，存于）
- 氨基甲酸乙酯
- ETHYL CARBAMATE （页面存档备份，存于）